# Helipuerto de Jaryaguinskiy
El Helipuerto de Jaryaguinskiy (ruso: вертолетная площадка Харьягинский; ICAO: UURH; IATA: ) es un grupo de pistas para helicópteros en Nenetsia, un distrito autónomo del óblast de Arjánguelsk.
Consiste en varias pistas para el aterrizaje de helicópteros en las explotaciones petrolíferas de la zona de Jaryaga. Se encuentra ubicado en uno de los mayores campos de petróleo de Nenetsia. Los principales explotadores del campo de Jaryaga son las petroleras "Lukoil-Komi" y "Total:Explotación y Desarrollo. Rusia".
En este helipuerto residen de manera permanente una parte de los helicópteros del Destacamento de Narian-Mar. Las plataformas están equipadas para el estacionamiento de los helicópteros, para efectuar las reparaciones necesarias, así como para el abastecimiento de combustible.
Las instalaciones son gestionadas por la compañía por acciones "Destacamento Aéreo de Narian-Mar" (ruso: ОАО "Нарьян-Марский объединенный авиаотряд"), anteriormente conocida como "Narian-Mar Airlines".
El espacio aéreo está controlado desde el FIR de Narian-Mar (ICAO: ULAM)